# 小具足 (武術)
小具足（こぐそく）とは、脇差・短刀を用いた日本古来の格闘技術、もしくは柔術の異称である。小具足腰之廻（こぐそくこしのまわり）、小具足取、腰廻と呼ばれる場合もある。

## 概要
技術的には純粋な素手同士の格闘技術ではなく、双方もしくは片方が脇差を帯びて対する技術である場合が多い。古い流派は小具足＝小脇差帯刀の座技が大半を占める（竹内流、関口流、諸賞流、荒木流、無双直伝英信流など）。
形の想定としては武士の平時の護身や、使者を迎える、または使者として身を守る、両手を掴まれ連行される、歩行中に敵に捕まれた、打ち掛かられた等である。室町時代に発祥があると考えられ、座り技が多いのも室内での護身と言う発想が元にあるためと考えられている。新陰流の伝書では同種の武術が小脇差居相と記されている。

## 竹内流
なお、小具足術を表芸とする武術の嚆矢は現存最古の柔術流派と言われる竹内流である。竹内流開祖竹内久盛は、短刀を使う武術を編み出した。久盛は「この術を身につければ、短刀を帯びたのみで小具足姿と同じように身を護れる」という意味で自身の術を竹内流小具足腰廻と称した。竹内流では短刀自体を『小具足』と称する。

## 甲冑術
戦場における組討術としての小具足とは、甲冑を着た状態で脇差を用いる技術と言われ、甲冑兵法である柳生心眼流では『小具足取』と称し、脇差だけでなく鎧通しの技法も含まれる。(ただし柳生心眼流の成立は17世紀半ば以降で、また多くの系統で甲冑兵法を伝えていないため、甲冑兵法として成立時期や小具足取が成立した時期はあきらかになっていない）

## 小具足の流派
小具足及びこれに類する技術を体系に含む流派の一覧。まだ挙げられていない流派も多く存在する。 
- 念流
  - 中條流
  - 堤宝山流
- 新陰流
- 竹内流腰之廻小具足
  - 呑敵流
  - 竹之内判官流
- 天流
- 日域無雙一覺流
- 荒木流拳法
- 浅山一伝流
- 難波一甫流
- 制剛流
- 諸賞流
- 関口新心流
- 無双直伝流
- 溝口流
- 塩田流
- 片山伯耆流
- 金剛角心流